# Lemborexant
Lemborexant (INN) (tên mã E-2006) là một chất đối vận kép của thụ thể orexin OX1 và OX2 đang được Eisai phát triển để điều trị chứng mất ngủ. Vào tháng 6 năm 2016, Eisai đã bắt đầu thử nghiệm lâm sàng giai đoạn 3 hiện đang được tiến hành ở Mỹ, Pháp, Đức, Ý, Nhật Bản, Ba Lan, Tây Ban Nha và Vương quốc Anh và dự kiến sẽ mở rộng sang Canada.